# Cantá
Cantá – miasto i gmina w Brazylii, w stanie Roraima. Znajduje się w mezoregionie Norte de Roraima i mikroregionie Nordeste de Roraima.  W 2010 gmina była zamieszkana przez 13 778 osób. 